# Пьер, Александр
Алекса́ндр Пьер (фр. Alexandre Pierre; род. 25 февраля 2001, Обервилье) — гаитянский футболист, вратарь клуба «Сошо» и сборной Гаити.

## Клубная карьера
Пьер — воспитанник клуба «Лаваль». В 2018 году он дебютировал за дублирующий состав клуба. В 2019 году Александер на правах аренды перешёл в дублирующий состав «Анже», но так и не дебютировал за клуб. В 2020 году Пьер перешёл в «Страсбур», где начал выступление за дублирующий состав.   

## Международная карьера
4 июня 2022 года в матче Лиги наций КОНКАКАФ против сборной Бермуд Пьер  дебютировал за сборную Гаити. В 2023 году в составе сборной Александр принял участие в Золотом кубке КОНКАКАФ. На турнире он сыграл в матчах против команд Катара, Мексики и Гондураса. 